# Ben White
Benjamin William White (Poole, 8 oktober 1997) is een Engels voetballer die doorgaans als centrale verdediger speelt. Hij verruilde Brighton & Hove Albion FC in juli 2021 voor Arsenal. White debuteerde in 2021 voor het Engels voetbalelftal.

## Clubcarrière

### Jeugd
White werd geboren in Poole aan de Engelse zuidkust en speelde in de jeugd van Southampton FC. In 2014 maakte hij de overstap naar rivaal Brighton & Hove Albion FC. Daar maakte hij zijn profdebuut op 9 augustus 2016 in een League Cupwedstrijd tegen Colchester United FC (4–0 winst). White maakte daarna nog een opwachting in dat bekertoernooi, maar tot een debuut in de Premier League kwam het nog niet.

### Drie keer verhuurd
White werd op 1 augustus 2017 voor een seizoen verhuurd aan Newport County FC, dat op dat moment uitkwam in de League Two, het vierde Engelse niveau. Daar speelde White vrijwel elke wedstrijd en maakte een sterk seizoen door. Aanvankelijk mocht White in het seizoen 2018/19 hopen op speeltijd bij Brighton, maar speelde uiteindelijk vooral voor de beloften van de club. In januari 2019 werd hij tot het einde van het lopende seizoen verhuurd aan Peterborough United FC, acterend in de League One. 
Op 1 juli 2019 werd White verhuurd aan Leeds United FC. Bij die club was hij een vaste waarde in de defensie en droeg hij bij aan het kampioenschap van de club in de Championship. Op de laatste speeldag maakte hij zijn eerste doelpunt voor de club. Dit doelpunt werd uiteindelijk verkozen tot doelpunt van de maand.  Bovendien werd White opgesteld in het Team van het Jaar van de Championship.

### Brighton & Hove Albion
Tijdens het seizoen 2020/21 mocht White, na drie uitleenperiodes, aanblijven bij Brighton en zijn debuut maken in de Premier League. Hij verlengde zijn contract, ondanks interesse van Leeds, tot medio 2024. Hij miste dat seizoen slechts twee competitiewedstrijden en speelde zich in de kijker van een aantal grotere Engelse clubs.

### Arsenal
In juli 2021 werd bekend dat White de overstap zou maken naar Arsenal FC, waar hij een vijfjarig contract tekende. Het eerste seizoen eindigde White met Arsenal vijfde, waarmee ze zich na een jaar absentie weer kwalificeerde voor Europees voetbal. In zijn tweede seizoen speelde hij alle competitiewedstrijden en stond Arsenal lange tijd eerste, maar werd het kort voor het einde van de competitie ingehaald door Manchester City. Op 4 maart 2023 scoorde White zijn eerste goal voor Arsenal in de thuiswedstrijd met AFC Bournemouth (3-2).

## Clubstatistieken
| Seizoen         | Club             | Competitie      | Competitie | Competitie | Beker | Beker | Internationaal | Internationaal | Totaal | Totaal |
| Seizoen         | Club             | Competitie      | Wed.       | Dlp.       | Wed.  | Dlp.  | Wed.           | Dlp.           | Wed.   | Dlp.   |
| --------------- | ---------------- | --------------- | ---------- | ---------- | ----- | ----- | -------------- | -------------- | ------ | ------ |
| 2016/17         | Brighton & Hove  | Premier League  | 0          | 0          | 2     | 0     | —              | —              | 2      | 0      |
| 2017/18         | → Newport County | League Two      | 42         | 1          | 9     | 0     | —              | —              | 51     | 1      |
| 2018/19         | → Peterborough   | League One      | 15         | 1          | 1     | 0     | 0              | 0              | 16     | 1      |
| 2019/20         | → Leeds United   | Championship    | 46         | 1          | 3     | 0     | 0              | 0              | 49     | 1      |
| 2020/21         | Brighton & Hove  | Premier League  | 36         | 0          | 3     | 0     | 0              | 0              | 39     | 0      |
| 2021/22         | Arsenal          | Premier League  | 32         | 0          | 5     | 0     | 0              | 0              | 37     | 0      |
| 2022/23         | Arsenal          | Premier League  | 38         | 2          | 1     | 0     | 7              | 0              | 46     | 2      |
| 2023/24         | Arsenal          | Premier League  | 25         | 1          | 4     | 0     | 7              | 0              | 36     | 1      |
| Carrière totaal | Carrière totaal  | Carrière totaal | 234        | 6          | 28    | 0     | 14             | 0              | 276    | 6      |

Bijgewerkt op 29 februari 2024

## Interlandcarrière
White werd op 25 mei 2021 door bondscoach Gareth Southgate benoemd in de 33-koppige voorselectie voor het uitgestelde Europees kampioenschap voetbal 2020. White werd nog nooit eerder opgeroepen voor het nationaal team of een nationale jeugdselectie. Op 1 juni 2021 werd bekend dat White een van de zeven afvallers was voor het eindtoernooi. Desalniettemin maakte hij op 2 juni zijn debuut voor het Engels voetbalelftal in een vriendschappelijke wedstrijd in Middlesbrough tegen Oostenrijk. Hij viel die dag in de 71e minuut in voor Jack Grealish. Op 7 juni 2021 werd bekend dat White toch werd toegevoegd aan de Engelse selectie voor het EK, nadat Trent Alexander-Arnold zich geblesseerd moest afmelden. Het Engelse team haalde de finale van dat toernooi, die uiteindelijk na strafschoppen tegen Italië verloren ging. White speelde dat toernooi geen minuut. White werd ook geselecteerd voor het WK 2022 in Qatar. Ook ditmaal speelde hij geen wedstrijden op een eindronde, onder meer omdat hij na de groepsfase om persoonlijke redenen huiswaarts keerde.
| Interlands van Ben White voor Engeland | Interlands van Ben White voor Engeland | Interlands van Ben White voor Engeland | Interlands van Ben White voor Engeland | Interlands van Ben White voor Engeland | Interlands van Ben White voor Engeland |
| No.                                    | Datum                                  | Wedstrijd                              | Uitslag                                | Competitie                             | Goals                                  |
| Als speler van Brighton & Hove         | Als speler van Brighton & Hove         | Als speler van Brighton & Hove         | Als speler van Brighton & Hove         | Als speler van Brighton & Hove         | Als speler van Brighton & Hove         |
| -------------------------------------- | -------------------------------------- | -------------------------------------- | -------------------------------------- | -------------------------------------- | -------------------------------------- |
| 1                                      | 2 juni 2021                            | Engeland – Oostenrijk                  | 1 – 0                                  | Vriendschappelijk                      |                                        |
| 2                                      | 6 juni 2021                            | Engeland – Roemenië                    | 1 – 0                                  | Vriendschappelijk                      |                                        |
| 3                                      | 26 maart 2022                          | Engeland – Zwitserland                 | 2 – 1                                  | Vriendschappelijk                      |                                        |
| 4                                      | 29 maart 2022                          | Engeland – Ivoorkust                   | 3 – 0                                  | Vriendschappelijk                      |                                        |

## Erelijst
Leeds United FC
- Football League Championship

2019/20
2 Saliba ·
3 Tierney ·
4 White ·
5 Partey ·
6 Gabriel ·
7 Saka ·
8 Ødegaard ·
9 Jesus ·
11 Martinelli ·
12 Timber ·
15 Kiwior ·
17 Zintsjenko ·
18 Tomiyasu ·
19 Trossard ·
20 Jorginho ·
22 Raya ·
23 Merino ·
29 Havertz ·
30 Sterling ·
32 Neto ·
33 Calafiori ·
41 Rice ·
49 Lewis-Skelly ·
53 Nwaneri ·
Coach: Arteta
· Assistent-coach: Stuivenberg
1 Pickford ·
2 Walker ·
3 Shaw ·
4 Rice ·
5 Stones ·
6 Maguire ·
7 Grealish ·
8 J. Henderson ·
9 Kane  ·
10 Sterling ·
11 Rashford ·
12 Trippier ·
13 D. Henderson ·
13 Ramsdale ·
14 Phillips ·
15 Mings ·
16 Coady ·
17 Sancho ·
18 Calvert-Lewin ·
19 Mount ·
20 Foden ·
21 Chilwell ·
22 White ·
23 Johnstone ·
24 James ·
25 Saka ·
26 Bellingham ·
Coach: Southgate
1 Pickford ·
2 Walker ·
3 Shaw ·
4 Rice ·
5 Stones ·
6 Maguire ·
7 Grealish ·
8 Henderson ·
9 Kane  ·
10 Sterling ·
11 Rashford ·
12 Trippier ·
13 Pope ·
14 Phillips ·
15 Dier ·
16 Coady ·
17 Saka ·
18 Alexander-Arnold ·
19 Mount ·
20 Foden ·
21 White ·
22 Bellingham ·
23 Ramsdale ·
24 Wilson ·
25 Maddison ·
26 Gallagher ·
Coach: Southgate